# Rváčův deník
Rváčův deník (v anglickém originále The Basketball Diaries) je americký dramatický film z roku 1995. Režisérem filmu je Scott Kalvert. Hlavní role ve filmu ztvárnili Leonardo DiCaprio, Lorraine Bracco, Marilyn Sokol, James Madio a Patrick McGaw.

## Obsazení
| Leonardo DiCaprio | Jim Carroll  |
| Lorraine Bracco   | paní Carroll |
| Marilyn Sokol     | žena         |
| James Madio       | Pedro        |
| Patrick McGaw     | Neutron      |
| Mark Wahlberg     | Mickey       |
| Roy Cooper        | otec McNulty |
| Bruno Kirby       | Swifty       |
| Juliette Lewis    | Diane Moody  |
| Michael Rapaport  | skinhead     |
| Ernie Hudson      | Reggie       |